# جورج مولر (عالم عقيدة)
جورج مولر (بالألمانية: Georg Müller)‏ (و. 1951 – 2015 م) هو عالم عقيدة، وكاهن كاثوليكي ألماني، توفي في مونستر، عن عمر يناهز 64 عاماً.

## مناصب
تولى منصب أسقف كاثوليكي (منذ 28 يوليو 1997)
.